# Nozze romane (film)
Nozze romane (Hochzeit in Rom) è un film per la televisione del 2017, diretto da Olaf Kreinsen.

## Trama
Bianca d'Arcadia e Max Hauser si innamorano, ma il giovane non sa che lei è l'ultima discendente di una nobile famiglia. Per Max è una scoperta come un'altra, perché fin da subito ama profondamente Bianca, e le propone già di sposarsi quanto prima perché presto dovrà trascorrere un periodo di lavoro a Dubai. L'altezzosa madre della fanciulla, Gioia, inorridisce quando scopre che la figlia vuole sposare un architetto tedesco con padre odontoiatra e madre enologa, mentre il marito Vibaldo è meno intransigente: da una parte è più anziano di Gioia di una decina d'anni, dall'altra sembra ancora più anziano perché non gli importa troppo dell'apparenza ma bada al sodo. 
Max fa venire i genitori a Roma perché conoscano i futuri consuoceri; le idee del padre Walter sulla nobiltà, vista come casta di nullafacenti, non facilitano i primi approcci, nonostante la madre Eva si preoccupi fondamentalmente per i ragazzi, e sia felice nel vederli innamorati. Le coppie realmente inguaiate sono però proprio quelle dei d'Arcadia e degli Hauser: il primo è stato un matrimonio di convenienza e infelice; Walter ha invece un'amante segreta, la hostess Xenia, poco più grande di Max. Quando i nodi vengono al pettine, anche grazie all'amicizia e reciproca simpatia che nasce tra Vibaldo e Walter, entrambi i matrimoni finiscono.
I d'Arcadia sono anche in bancarotta, come rivela Vibaldo, a causa degli sperperi di Gioia, ma la situazione economica migliora inaspettatamente. Su pressione di Costanza, l'ultraottantenne ma ancora lucidissima madre di Vibaldo, nel loro palazzo, viene abbattuta una parete che non sembra combaciare con quella ai piani superiori e inferiori, per effettuare la ricerca di un affresco preparatorio della Creazione di Adamo, eseguito da Michelangelo in persona, che la leggenda vuole sia stato nascosto affinché non finisse nelle mani dei lanzichenecchi nel 1527: l'affresco viene ritrovato intatto. Dopo aver a loro volta attraversato un momento di crisi, Bianca e Max si rappacificano, e il ragazzo rifiuta il lavoro a Dubai quando scopre di averlo ottenuto grazie alla raccomandazione paterna.
Anche se le nozze dei rispettivi genitori sono ormai fallite (Gioia e Vibaldo si separano, Walter va a vivere con Xenia, da cui aspetta un figlio), i d'Arcadia e gli Hauser hanno gradualmente superato le reciproche incomprensioni e festeggiano insieme il matrimonio di Bianca e Max.

## Ascolti e prime televisive
La prima visione italiana, andata in onda il 27 settembre 2017, ha totalizzato 3.576.000 ascolti con uno share del 15,47%. In Germania il film è stato trasmesso da ARD il 4 ottobre.